# Anisantherina hispidula

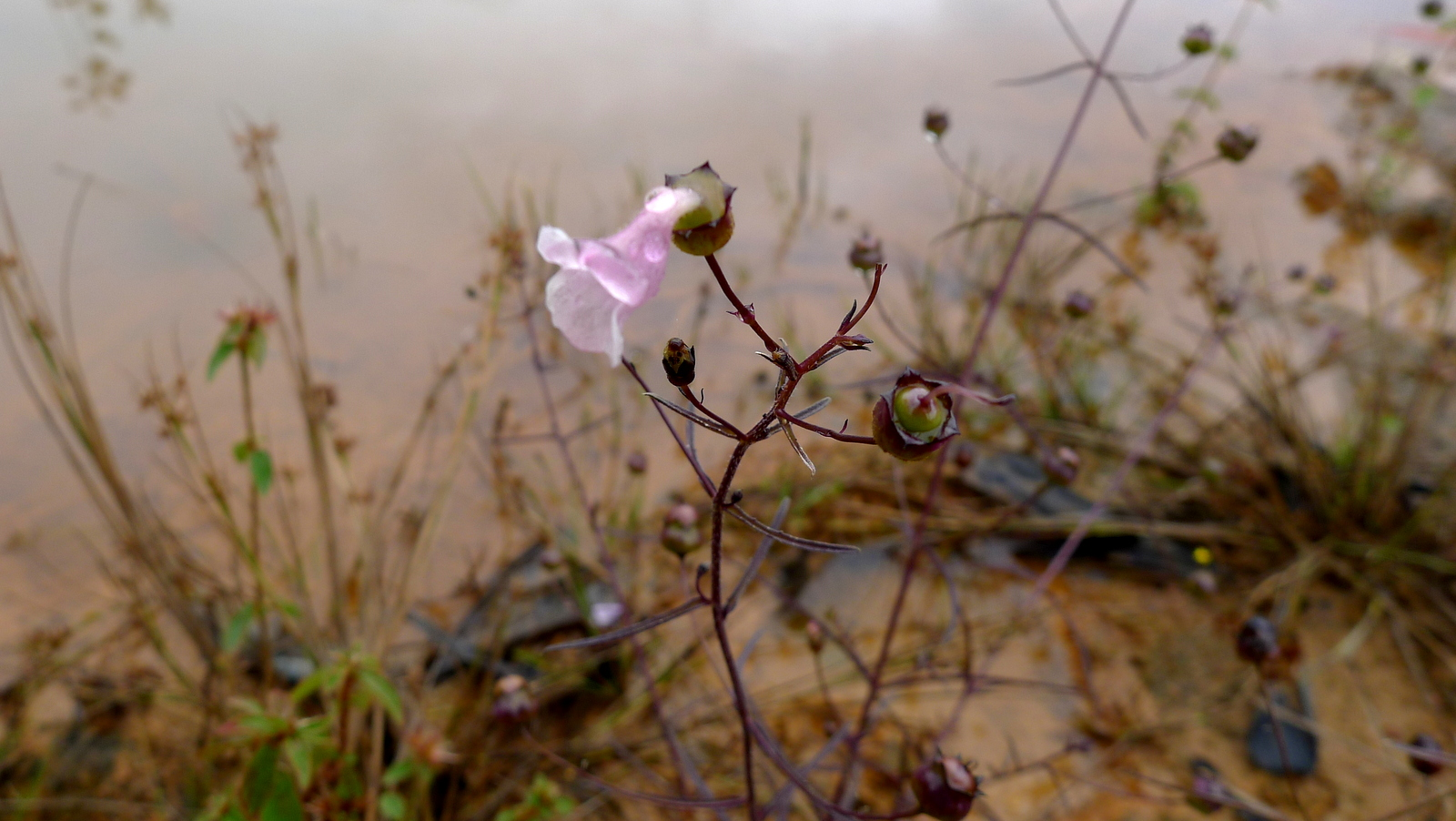

Anisantherina hispidula – gatunek roślin z rodziny zarazowatych (Orobanchaceae) z monotypowego rodzaju Anisantherina. Zasięg obejmuje Kubę, Jamajkę, południowo-wschodni Meksyk, kraje Ameryki centralnej i północną część Ameryki Południowej po Boliwię i środkową Brazylię.

## Morfologia
PokrójRoślina jednoroczna o łodygach prosto wzniesionych, obłych, owłosionych.
LiścieNaprzeciwległe, siedzące, o blaszkach równowąskich, zaostrzonych, podwiniętych na brzegu.
KwiatyOsadzone na długich szypułkach. Kielich dzwonkowaty, zakończony 5 ząbkami. Korona o słabo wygiętej i rozszerzającej się w górze rurce, różowa, z 5 zaokrąglonymi łatkami. Pręciki cztery, schowane w rurce korony. Zalążnia kulistawa.
OwoceTorebki zawierające liczne podługowate nasiona o łupinach z siateczkowatą skulpturą.

## Systematyka
Pozycja systematyczna
Gatunek z monotypowego rodzaju Anisantherina Pennell z rodziny zarazowatych Orobanchaceae, w której obrębie klasyfikowany jest do plemienia Gerardieae.